# Dragon Ball Z : L'Héritage de Goku 2
Dragon Ball Z : L’Héritage de Goku 2 (Dragon Ball Z: The Legacy of Goku II) est un jeu vidéo d’action-aventure développé par Webfoot Technologies et édité par Infogrames sur Game Boy Advance, sorti en 2003.
C’est le deuxième volet de la série L’Héritage de Goku.

## Système de jeu
Ce jeu a beaucoup de similarités avec son prédécesseur Dragon Ball Z: L'Héritage de Goku. Le joueur doit lutter contre des ennemis pour progresser dans le jeu. Il est possible de devenir un Super Saiyan pour améliorer ses attributs. Il est possible de jouer Son Goku, Son Gohan, Piccolo, Vegeta, Trunks et Mister Satan.